# BPMD
BPMD — американський хеві-метал супергурт, створений у 2019 році.
Гурт складається з вокаліста гурту Overkill Боббі «Blitz» Еллсворта, колишнього гітариста гуртів Vio-lence та Machine Head Філа Деммела, а також двох учасників супергурту Metal Allegiance — басиста Марка Менгі та барабанщика Майка Портного.

## Історія
Проект BPMD був задуманий влітку 2019 року, коли Еллсворт, Деммел, Менгі та Портной об’єдналися, щоб записати альбом з каверами пісень 1970-х років, під назвою American Made.
У січні 2020 року в інтерв’ю The Blairing Out with Eric Blair Show Деммел розповів, що проект буде називатися BPMD — це перші літери прізвищ трьох учасників, а також перша літера псевдоніма Боббі Еллсворта.
Про альбом він сказав: «Це все кавер-версії американських гуртів 70-х років. Він називається American Made [і в ньому є пісні] ZZ Top, Lynyrd Skynyrd, James Gang, Aerosmith, Grand Funk Railroad — усі ці кавер-версії пісень, які ми модернізували, але не в стилі треш-метал, а зробили у жанрі традиційний хеві-метал. І ми думаємо, що, можливо, знайшли свій лейбл, і ми плануємо випустити запис тут, мабуть, у кінці першого кварталу, можливо, на початку другого кварталу. Зараз усе це висить у повітрі».
Альбом American Made був випущений 12 червня 2020 року на лейблі Napalm Records і включає десять каверів на пісні 1970-х років.

## Учасники гурту
- Боббі «Blitz» Еллсворт (Bobby "Blitz" Ellsworth) — вокал,
- Філ Деммел (Phil Demmel) — гітара,
- Марк Менгі (Mark Menghi) — бас,
- Майк Портной (Mike Portnoy) — ударні

## Дискографія
- American Made (2020)